# Irving Geis
Irving Geis (18. října 1908 New York – 22. července 1997 New York) byl americký výtvarník, známý především díky svým ilustracím přírodovědných publikací. Šíře Geisovy práce v této oblasti sahala od mikroskopických struktur po astronomickou tematiku.

## Život
Irving Geis se narodil roku 1908 v New Yorku, střední školu ale absolvoval v jihokalifornském Andersonu. Následně studoval architekturu na Georgijském technickém institutu, bakalářský titul z architektury a krásných umění, posléze získal na Pensylvánské univerzitě. Svá vysokoškolská studia zakončil roku 1929 v době propukající velké hospodářské krize.
V prvních letech po absolvování univerzity si prohluboval své vzdělání na University of South Carolina, načež se přestěhoval do rodného New Yorku, kde se prosadil jako ilustrátor na volné noze. Během druhé světové války působil jako vedoucí grafického oddělení Úřadu pro strategické služby, ze kterého po válce vznikla CIA.
Geis se v roce 1936 oženil s Miriam Artman, se kterou žil až do své smrti o 61 let později. Pár zájem o výtvarnou tvorbu sdílel: v jejich společném bytě na Manhattanu se Geisova díla nacházela vedle soch jeho ženy. Manželé měli dvě děti, dceru Sandy a syna Ralpha, který ke konci života svého otce žil v Kalifornii.
Geis zemřel po čtyřdenní hospitalizaci v důsledku krvácení do mozku 22. července 1997 v nemocnici v New Yorku za přítomnosti své manželky a dcery.

## Vědecká ilustrace
Již ve svých 29 letech byl Geis pověřen magazínem Fortune, aby vytvořil kresbu oběhové soustavy. Geisovo jméno je ale spojováno především s časopisem Scientific American, jehož grafická úprava prošla výraznou proměnou po změně vlastníka v roce 1948. Geis poté začal s časopisem spolupracovat na článcích z oblasti astronomie, astrofyziky, geofyziky, chemie a biochemie. Mezi jeho vůbec nejznámější díla patří v tomto časopise otištěné kresby myoglobinu (v článku z roku 1961), lysozymu (1666), cytochromu c (1972) nebo DNA (1982).
Kromě kreseb molekul nakreslil pro Scientific American rovněž např. ilustrace družice Sputnik na oběžné dráze nebo trojrozměrnou vizualizaci možných vedení letu ze Země na Venuši pro článek Interplanetary Navigation, který časopis otiskl roku 1960. Podle tohoto článku měla být Venuše s největší pravděpodobností první planetou, na které by bylo možné přistát. V oblasti statistiky se jako ilustrátor podílel na knize Darrella Huffa How to Lie with Statistics z roku 1954 nebo na o pět let mladší How to Take a Chance od stejného autora.

## Charakteristika tvorby
Své nejznámější kresby bílkovin vytvořil v 60. letech, kdy neexistovala možnost vizualizace jejich struktur pomocí počítačového softwaru, proto musel Geis pracovat pouze ručně. Svými ilustracemi se snažil přiblížit čtenářům především to, jak bílkoviny dokážou plnit své funkce, a to i za cenu drobných odchylek v zachycení přesné podoby molekul. Důraz kladl rovněž na pečlivý výběr barev, o kterých hovořil jako o jazyku.
Geis měl svůj ateliér dlouhodobě zařízený v přestavěném holičství poblíž svého bydliště na Manhattanu. V pozdější fázi života své pracoviště sestěhoval do jednoho pokoje ve vlastním bytě.